# 川瀬源太郎
川瀬 源太郎（かわせ げんたろう、1916年（大正5年）5月3日 - 2003年（平成15年）1月24日）は、日本の実業家。日本生命名誉会長。

## 来歴・人物
滋賀県出身。滋賀県立八幡商業学校（現滋賀県立八幡商業高等学校）を経て、1937年（昭和12年）に彦根高等商業学校（現滋賀大学経済学部）を卒業。同年日本生命保険に入社し、取締役関連部長・財務部長、常務取締役、専務取締役、代表取締役副社長等を経て、1982年（昭和57年）に弘世現の後任として代表取締役社長に就任。初代の有価証券部長のとき証券不況に遭遇、徹底した防戦買いで注目された。社長在任中に「ザ・セイホ」の筆頭格に育て上げ、保有契約高などで世界一を達成する。1989年、社長の座を伊藤助成に譲り代表取締役会長へ異動。1996年（平成8年）に代表取締役会長並びに取締役を退任し、相談役名誉会長となる。1998年（平成10年）からは顧問を務めた。2003年（平成15年）、兵庫県宝塚市の病院で心不全にて86歳で死去。
その他の役員としては、生命保険協会会長、関西経済連合会副会長、近畿日本鉄道、近畿日本ツーリスト、南海電気鉄道等の取締役、住友銀行、大丸、阪急電鉄等の監査役をそれぞれ歴任。

## 逸話
ハーレーダビッドソンで滋賀県の近江八幡市から大阪の日本生命本社まで通勤していたこともある。

## 年譜
- 1916年（大正5年） - 滋賀県にて出生
- 1937年（昭和12年） - 彦根高等商業学校（現滋賀大学経済学部）卒業
- 1937年（昭和12年） - 日本生命保険入社
- 1982年（昭和57年） - 日本生命保険代表取締役社長
- 1988年（昭和63年） - 勲一等瑞宝章受章[3]
- 1989年 - 日本生命保険代表取締役会長
- 1996年（平成8年） - 日本生命保険相談役名誉会長
- 1998年（平成10年） - 日本生命保険顧問